# Barbus acuticeps
Barbus acuticeps là một loài cá vây tia thuộc họ Cyprinidae. Loài này có ở Burundi, Rwanda, và Tanzania.
Môi trường sống tự nhiên của chúng là sông ngòi, hồ nước ngọt, đầm nước ngọt, và vùng đồng bằng nội địa. Chúng hiện đang bị đe dọa vì mất môi trường sống.